# Rectitude
La rectitude se distingue du rigorisme par « l'ouverture d'esprit » qu'elle ajoute à l'exigence de rigueur commune au rigorisme.
- Ces deux aspects doivent être distingués, sinon, on manque de rigueur.
- Leur amalgame (intentionnel ou fortuit) dialectique (voir « méthode scientifique ») doit être évité, sinon on produit une double contrainte, auquel cas la rigueur devient synonyme de rigidité.

## Approche sociologique
- En première approche, l’exigence de rectitude s’apparente aux vertus intellectuelles et morales d’un savant, vertus dont le manuel n’est pas exclu : certains  ouvriers, en effet, peuvent être très rigoureux et méthodiques, et certains intellectuels peuvent tout aussi bien ne pas l'être.
- La rectitude se situe donc sur un autre plan que celui du partage de l’homme en intellectuels et manuels et, cet autre plan est peut-être celui de la morale ? (paragraphe à intégrer dans la discussion ?)

## Approche méthodologique
Ne pas dévier d’une méthode, quelle qu’elle soit : voilà ce qu’est la rigueur, abstraction faite du champ d’application de l’esprit de rigueur.

## Approche humaniste
Dès lors que l'ouverture d'esprit permet de distinguer la rectitude (méthode, morale, etc.) du rigorisme (austérité, rigidité, etc.), il est important de proposer un critère d'évaluation de ladite rectitude. 
- Avec l'exigence de concentration, caractérisée par la fonction faire (préconistion) tant que (diagnostic), au cœur des technologies et des méthodes techniques, c'est ce critère de base que l'on propose avant autre précision.
- Avec la « fatiha », sourate de l'ouverture, c'est ce critère que l'on propose au plan laïc, pour comprendre l'importance (religieuse) de l'ouverture d'esprit, au carrefour d'un œcuménisme suffisamment ouvert mais convenablement structuré (BO spécial du 24.09.1992, partie construction).